# Splendrillia westralis
Splendrillia westralis là một loài ốc biển, là động vật thân mềm chân bụng sống ở biển thuộc họ Drilliidae.